# نیژنی تاگیل آیرون
نیژنی تاگیل آیرون (روسی: ОАО «Нижнетагильский металлургический комбинат») شرکت فولاد روس است، که در سال ۱۹۹۲ تأسیس شد.